# Euroseries 3000 2008
La stagione 2008 dell'Euroseries 3000 fu la decima della serie e venne disputata in 8 weekend, con 15 gare totali. Vi presero parte 22 piloti e 8 team. La serie venne vinta dal pilota francese Nicolas Prost, figlio dell'ex pilota Alain.

## La pre-stagione

### Calendario
La prima versione del calendario venne presentata il 18 gennaio 2008. In marzo viene sostituita la tappa di settembre di Valencia con un weekend a Magny Cours, per evitare di correre due volte sul circuito Ricardo Tormo.
| Gara | Gara | Circuito                             | Giri | Lunghezza | Data         |
| ---- | ---- | ------------------------------------ | ---- | --------- | ------------ |
| 1    | G1   | Autodromo Vallelunga                 |      |           | 20 aprile    |
| 1    | G2   | Autodromo Vallelunga                 |      |           | 20 aprile    |
| 2    | G1   | Circuito di Spa-Francorchamps        | 18   |           | 1º giugno    |
| 3    | G1   | Circuito Ricardo Tormo, Valencia     | 18   |           | 28 giugno    |
| 3    | G2   | Circuito Ricardo Tormo, Valencia     | 23   |           | 29 giugno    |
| 4    | G1   | Autodromo Internazionale del Mugello | 14   |           | 20 luglio    |
| 4    | G2   | Autodromo Internazionale del Mugello | 18   |           | 21 luglio    |
| 5    | G1   | Misano World Circuit                 | 18   |           | 13 settembre |
| 5    | G2   | Misano World Circuit                 | 23   |           | 14 settembre |
| 6    | G1   | Circuito di Jerez                    | 16   |           | 18 ottobre   |
| 6    | G2   | Circuito di Jerez                    | 21   |           | 19 ottobre   |
| 7    | G1   | Circuito di Barcellona               | 14   |           | 2 novembre   |
| 7    | G2   | Circuito di Barcellona               | 19   |           | 3 novembre   |
| 8    | G1   | Autodromo di Magione                 | 28   |           | 30 novembre  |
| 8    | G2   | Autodromo di Magione                 | 36   |           | 30 novembre  |

- Con sfondo verde sono indicate le gare valide per il Campionato Italiano di Formula 3000.

### Test collettivi
| Data     | Circuito             | Pilota più rapido | Team           | Tempo    | Giri |
| -------- | -------------------- | ----------------- | -------------- | -------- | ---- |
| 10 marzo | Autodromo Vallelunga | Luiz Razia        | ELK Motorsport | 1:30.041 |      |
| 11 marzo | Autodromo Vallelunga | Luiz Razia        | ELK Motorsport | 1:24.433 |      |

## Piloti e team
| Team                           | No. | Pilota             | Gare     |
| ------------------------------ | --- | ------------------ | -------- |
| GP Racing                      | 1   | Roldán Rodríguez   | 1, 3     |
| GP Racing                      | 1   | Pastor Maldonado   | 2        |
| GP Racing                      | 1   | Fabrizio Crestani  | 4-8      |
| GP Racing                      | 2   | Fabio Onidi        | Tutte    |
| Bull Racing                    | 4   | Fábio Beretta      | 1-5, 7-8 |
| Bull Racing                    | 4   | Nicolas Prost      | 6        |
| Bull Racing                    | 5   | Nicolas Prost      | 1-5, 7-8 |
| Bull Racing                    | 5   | Bruno Méndez       | 6        |
| Bull Racing                    | 6   | Luiz Razia         | 1-5, 7-8 |
| Bull Racing                    | 6   | Fábio Beretta      | 6        |
| Durango                        | 7   | Omar Leal          | All      |
| Sighinolfi Autoracing          | 8   | Matteo Cozzari     | 5-6      |
| Sighinolfi Autoracing          | 9   | Felipe Guimarães   | 6        |
| Sighinolfi Autoracing          | 9   | Bruno Méndez       | 8        |
| Sighinolfi Autoracing          | 10  | Davíd Garza Pérez  | 6        |
| Sighinolfi Autoracing          | 10  | Edoardo Piscopo    | 7        |
| Sighinolfi Autoracing          | 10  | Rodolfo González   | 8        |
| Sighinolfi Autoracing          | 19  | Diego Romanini     | 8        |
| Emmebi Motorsport              | 11  | Francesco Dracone  | 1-7      |
| Emmebi Motorsport              | 12  | Juan Ramón Zapata  | 1-2, 4-8 |
| TP Formula                     | 14  | Marko Asmer        | 1        |
| TP Formula                     | 14  | Davide Rigon       | 2        |
| TP Formula                     | 14  | Adam Khan          | 3-8      |
| TP Formula                     | 15  | Felipe Guimarães   | 3-4      |
| TP Formula                     | 15  | Clivio Piccione    | 5        |
| Rollcentre                     | 16  | Matteo Cozzari     | 7-8      |
| Rollcentre                     | 18  | Raffaele Giammaria | 8        |
| EmiliodeVillota.com Motorsport | 19  | Matteo Cozzari     | 1        |
| EmiliodeVillota.com Motorsport | 19  | María de Villota   | 2        |

- Tutti corrono con vetture Lola B02/50, spinte da motori Zytek.

## Riassunto della stagione

### Calendario
Nel corso della stagione la tappa francese di Magny-Cours venne rimpiazzata con una gara a Jerez.

## Risultati e classifiche

### Risultati
| Gara | Gara | Circuito   | Tempo     | Velocità | Pole Position    | GPV               | Vincitore         | Team                  |
| ---- | ---- | ---------- | --------- | -------- | ---------------- | ----------------- | ----------------- | --------------------- |
| 1    | G1   | Vallelunga |           |          | Nicolas Prost    | Fabio Onidi       | Fabio Onidi       | GP Racing             |
| 1    | G2   | Vallelunga |           |          |                  | Fabio Onidi       | Roldán Rodríguez  | GP Racing             |
| 2    | G1   | Spa        | 39:02.680 |          | Davide Rigon     | Pastor Maldonado  | Pastor Maldonado  | GP Racing             |
| 3    | G1   | Valencia   | 26:30.215 |          | Felipe Guimarães | Felipe Guimarães  | Roldán Rodríguez  | GP Racing             |
| 3    | G2   | Valencia   | 34:25.413 |          |                  | Fabio Onidi       | Fabio Onidi       | GP Racing             |
| 4    | G1   | Mugello    | 23:34.826 |          | Adam Khan        | Adam Khan         | Adam Khan         | TP Formula            |
| 4    | G2   | Mugello    | 30:40.303 |          |                  | Fabrizio Crestani | Fabrizio Crestani | GP Racing             |
| 5    | G1   | Misano     | 27:49.275 |          | Omar Leal        | Luiz Razia        | Luiz Razia        | Bull Racing           |
| 5    | G2   | Misano     | 33:24.497 |          |                  | Clivio Piccione   | Adam Khan         | TP Formula            |
| 6    | G1   | Jerez      | 25:24.498 |          | Nicolas Prost    | Adam Khan         | Nicolas Prost     | Bull Racing           |
| 6    | G2   | Jerez      | 33:30.181 |          |                  | Davíd Garza Pérez | Davíd Garza Pérez | Sighinolfi Autoracing |
| 7    | G1   | Barcellona | 31:00.597 |          | Adam Khan        | Fabio Onidi       | Adam Khan         | TP Formula            |
| 7    | G2   | Barcellona | 40:38.693 |          |                  | Fabrizio Crestani | Luiz Razia        | Bull Racing           |
| 8    | G1   | Magione    | 38:38.935 |          | Luiz Razia       | Fabio Onidi       | Fabrizio Crestani | GP Racing             |
| 8    | G2   | Magione    | 39:43.983 |          |                  | Fabio Onidi       | Fabrizio Crestani | GP Racing             |

- Con sfondo verde le gare valide per il Campionato Italiano di F3000.

### Classifica piloti
- I punti sono assegnati secondo il seguente schema:

| Sistema di punteggio | Sistema di punteggio | Sistema di punteggio | Sistema di punteggio | Sistema di punteggio | Sistema di punteggio | Sistema di punteggio | Sistema di punteggio | Sistema di punteggio | Sistema di punteggio | Sistema di punteggio |
| Pos.                 | 1°                   | 2°                   | 3°                   | 4°                   | 5°                   | 6°                   | 7°                   | 8°                   | Pole Pos.            | GPV                  |
| -------------------- | -------------------- | -------------------- | -------------------- | -------------------- | -------------------- | -------------------- | -------------------- | -------------------- | -------------------- | -------------------- |
| Gara 1               | 10                   | 8                    | 6                    | 5                    | 4                    | 3                    | 2                    | 1                    | 1                    | 1                    |
| Gara 2               | 6                    | 5                    | 4                    | 3                    | 2                    | 1                    |                      |                      |                      | 1                    |

| Pos | Pilota             | VAL FEA | VAL SPR | SPA FEA | SPA SPR | VAL FEA | VAL SPR | MUG FEA | MUG SPR | MIS FEA | MIS SPR | JER FEA | JER SPR | CAT FEA | CAT SPR | MAG FEA | MAG SPR | Punti |
| --- | ------------------ | ------- | ------- | ------- | ------- | ------- | ------- | ------- | ------- | ------- | ------- | ------- | ------- | ------- | ------- | ------- | ------- | ----- |
| 1   | Nicolas Prost      | 3       | 4       | 4       | C       | 4       | 3       | 3       | 8       | 4       | 3       | 1       | 8       | 4       | 2       | Rit     | 7       | 60    |
| 2   | Fabio Onidi        | 1       | 3       | 3       | C       | 7       | 1       | 5       | 2       | Rit     | Rit     | Rit     | 5       | 5       | Rit     | 5       | 2       | 58    |
| 3   | Adam Khan          |         |         |         |         | 3       | Rit     | 1       | 7       | 8       | 1       | 2       | 2       | 1       | Rit     | 4       | Rit     | 55    |
| 4   | Luiz Razia         | 4       | 2       | 5       | C       | Rit     | 6       | 2       | 5       | 1       | Rit     |         |         | 7       | 1       | 3       | 6       | 52    |
| 5   | Fabrizio Crestani  |         |         |         |         |         |         | 6       | 1       | 6       | 5       | 3       | 4       | 2       | 7       | 1       | 1       | 49    |
| 6   | Omar Leal          | 5       | 6       | 9       | C       | 5       | 2       | 4       | 3       | 3       | 2       | Rit     | 7       | Rit     | 4       | Rit     | 9       | 38    |
| 7   | Fábio Beretta      | 6       | 5       | 8       | C       | 6       | 7       | 8       | 4       | 5       | 6       | 5       | 3       | 6       | Rit     | 6       | 8       | 32    |
| 8   | Roldán Rodríguez   | 2       | 1       |         |         | 1       | 5       |         |         |         |         |         |         |         |         |         |         | 26    |
| 9   | Felipe Guimarães   |         |         |         |         | 2       | 4       | 7       | 6       |         |         | 9       | Rit     |         |         |         |         | 16    |
| 10  | Raffaele Giammaria |         |         |         |         |         |         |         |         |         |         |         |         |         |         | 2       | 3       | 12    |
| 11  | Clivio Piccione    |         |         |         |         |         |         |         |         | 2       | 4       |         |         |         |         |         |         | 12    |
| 12  | Pastor Maldonado   |         |         | 1       | C       |         |         |         |         |         |         |         |         |         |         |         |         | 11    |
| 13  | Davíd Garza Pérez  |         |         |         |         |         |         |         |         |         |         | 6       | 1       |         |         |         |         | 10    |
| 14  | Edoardo Piscopo    |         |         |         |         |         |         |         |         |         |         |         |         | 3       | 3       |         |         | 10    |
| 15  | Davide Rigon       |         |         | 2       | C       |         |         |         |         |         |         |         |         |         |         |         |         | 9     |
| 16  | Bruno Méndez       |         |         |         |         |         |         |         |         |         |         | 4       | 6       |         |         | Rit     | 5       | 8     |
| 17  | Juan Ramón Zapata  | 9       | Rit     | 6       | C       |         |         | 9       | 10      | 7       | 7       | 8       | 9       | Rit     | 6       | 8       | 11      | 8     |
| 18  | Francesco Dracone  | 8       | 7       | 10      | C       | 8       | 8       | Rit     | 9       | Rit     | Rit     | 7       | Rit     | 8       | 5       |         |         | 7     |
| 19  | Rodolfo González   |         |         |         |         |         |         |         |         |         |         |         |         |         |         | Rit     | 4       | 3     |
| 20  | Matteo Cozzari     | 7       | Rit     |         |         |         |         |         |         | Rit     | 8       | Rit     | Rit     | Rit     | 8       | 9       | 10      | 2     |
| 21  | Diego Romanini     |         |         |         |         |         |         |         |         |         |         |         |         |         |         | 7       | 12      | 2     |
| 22  | María de Villota   |         |         | 7       | C       |         |         |         |         |         |         |         |         |         |         |         |         | 2     |
|     | Marko Asmer        | NP      | NP      |         |         |         |         |         |         |         |         |         |         |         |         |         |         | 0     |
| Pos | Pilota             | VAL FEA | VAL SPR | SPA FEA | SPA SPR | VAL FEA | VAL SPR | MUG FEA | MUG SPR | MIS FEA | MIS SPR | JER FEA | JER SPR | CAT FEA | CAT SPR | MAG FEA | MAG SPR | Punti |

| Colore  | Risultato             |
| ------- | --------------------- |
| Oro     | Vincitore             |
| Argento | 2º posto              |
| Bronzo  | 3º posto              |
| Verde   | Finito a punti        |
| Blu     | Finito senza punti    |
| Viola   | Ritirato (Rit)        |
| Viola   | Non classificato (NC) |
| Rosso   | Non qualificato (NQ)  |
| Nero    | Squalificato (SQ)     |
| Bianco  | Non partito (NP)      |
| Bianco  | Non ha gareggiato     |
| Bianco  | Infortunato (INF)     |
| Bianco  | Escluso (ES)          |
| Bianco  | Gara cancellata (C)   |

### Campionato Italiano F3000
| Pos | Pilota            | VAL FEA | VAL SPR | VAL FEA | VAL SPR | MUG FEA | MUG SPR | MIS FEA | MIS SPR | Punti |
| --- | ----------------- | ------- | ------- | ------- | ------- | ------- | ------- | ------- | ------- | ----- |
| 1   | Omar Leal         | 5       | 6       | 5       | 2       | 4       | 3       | 3       | 2       | 35    |
| 2   | Fabio Onidi       | 1       | 3       | 7       | 1       | 5       | 2       | Rit     | Rit     | 34    |
| 3   | Nicolas Prost     | 3       | 4       | 4       | 3       | 3       | 8       | 4       | 3       | 34    |
| 4   | Luiz Razia        | 4       | 2       | Rit     | 6       | 2       | 5       | 1       | Rit     | 32    |
| 5   | Roldán Rodríguez  | 2       | 1       | 1       | 5       |         |         |         |         | 26    |
| 6   | Adam Khan         |         |         | 3       | Rit     | 1       | 7       | 8       | 1       | 25    |
| 7   | Fábio Beretta     | 6       | 5       | 6       | 7       | 8       | 4       | 5       | 6       | 17    |
| 8   | Felipe Guimarães  |         |         | 2       | 4       | 7       | 6       |         |         | 16    |
| 9   | Fabrizio Crestani |         |         |         |         | 6       | 1       | 6       | 5       | 15    |
| 10  | Clivio Piccione   |         |         |         |         |         |         | 2       | 4       | 12    |
| 11  | Juan Ramón Zapata | 9       | Rit     |         |         | 9       | 10      | 7       | 7       | 2     |
| 12  | Matteo Cozzari    | 7       | Rit     |         |         |         |         | Rit     | 8       | 2     |
| 13  | Francesco Dracone | 8       | 7       | 8       | 8       | Rit     | 9       | Rit     | Rit     | 2     |
|     | Marko Asmer       | NP      | NP      |         |         |         |         |         |         | 0     |
| Pos | PIlota            | VAL FEA | VAL SPR | VAL FEA | VAL SPR | MUG FEA | MUG SPR | MIS FEA | MIS SPR | Punti |

| Colore  | Risultato             |
| ------- | --------------------- |
| Oro     | Vincitore             |
| Argento | 2º posto              |
| Bronzo  | 3º posto              |
| Verde   | Finito a punti        |
| Blu     | Finito senza punti    |
| Viola   | Ritirato (Rit)        |
| Viola   | Non classificato (NC) |
| Rosso   | Non qualificato (NQ)  |
| Nero    | Squalificato (SQ)     |
| Bianco  | Non partito (NP)      |
| Bianco  | Non ha gareggiato     |
| Bianco  | Infortunato (INF)     |
| Bianco  | Escluso (ES)          |
| Bianco  | Gara cancellata (C)   |

### Classifica scuderie
| Pos | Team                           | VAL FEA | VAL SPR | SPA FEA | SPA SPR | VAL FEA | VAL SPR | MUG FEA | MUG SPR | MIS FEA | MIS SPR | JER FEA | JER SPR | CAT FEA | CAT SPR | MAG FEA | MAG SPR | Punti |
| --- | ------------------------------ | ------- | ------- | ------- | ------- | ------- | ------- | ------- | ------- | ------- | ------- | ------- | ------- | ------- | ------- | ------- | ------- | ----- |
| 1   | Bull Racing                    | 3       | 4       | 4       | C       | 4       | 3       | 3       | 8       | 4       | 3       | 4       | 6       | 4       | 2       | Rit     | 7       | 150   |
| 1   | Bull Racing                    | 4       | 2       | 5       | C       | Rit     | 6       | 2       | 5       | 1       | Rit     | 5       | 3       | 7       | 1       | 3       | 6       | 150   |
| 2   | GP Racing                      | 2       | 1       | 1       | C       | 1       | 5       | 6       | 1       | 6       | 5       | 3       | 4       | 2       | 7       | 1       | 1       | 144   |
| 2   | GP Racing                      | 1       | 3       | 3       | C       | 7       | 1       | 5       | 2       | Rit     | Rit     | Rit     | 5       | 5       | Rit     | 5       | 2       | 144   |
| 3   | TP Formula                     | NP      | NP      | 2       | C       | 3       | Rit     | 1       | 7       | 8       | 1       | 2       | 2       | 1       | Rit     | 4       | Rit     | 80    |
| 3   | TP Formula                     |         |         |         | C       | 2       | 4       | 7       | 6       |         |         |         |         |         |         |         |         | 80    |
| 4   | Sighinolfi Autoracing          |         |         |         | C       |         |         |         |         |         |         | 9       | Rit     |         |         | Rit     | 5       | 39    |
| 4   | Sighinolfi Autoracing          |         |         |         | C       |         |         |         |         |         |         | 6       | 1       | 3       | 3       | Rit     | 4       | 39    |
| 5   | Durango                        | 5       | 6       | 9       | C       | 5       | 2       | 4       | 3       | 3       | 2       | Rit     | 7       | Rit     | 4       | Rit     | 9       | 38    |
| 6   | Emmebi Motorsport              | 8       | 7       | 10      | C       | 8       | 8       | Rit     | 9       | Rit     | Rit     | 7       | Rit     | 8       | 5       |         |         | 15    |
| 6   | Emmebi Motorsport              | 9       | Rit     | 6       | C       |         |         | 9       | 10      | 7       | 7       | 8       | 9       | Rit     | 6       | 8       | 11      | 15    |
| 7   | Rollcentre                     |         |         |         | C       |         |         |         |         |         |         |         |         |         |         | 9       | 10      | 12    |
| 7   | Rollcentre                     |         |         |         | C       |         |         |         |         |         |         |         |         |         |         | 2       | 3       | 12    |
| 8   | EmiliodeVillota.com Motorsport | 7       | Rit     | 7       | C       |         |         |         |         |         |         |         |         |         |         |         |         | 4     |
| Pos | Team                           | VAL FEA | VAL SPR | SPA FEA | SPA SPR | VAL FEA | VAL SPR | MUG FEA | MUG SPR | MIS FEA | MIS SPR | JER FEA | JER SPR | CAT FEA | CAT SPR | MAG FEA | MAG SPR | Punti |

| Colore  | Risultato             |
| ------- | --------------------- |
| Oro     | Vincitore             |
| Argento | 2º posto              |
| Bronzo  | 3º posto              |
| Verde   | Finito a punti        |
| Blu     | Finito senza punti    |
| Viola   | Ritirato (Rit)        |
| Viola   | Non classificato (NC) |
| Rosso   | Non qualificato (NQ)  |
| Nero    | Squalificato (SQ)     |
| Bianco  | Non partito (NP)      |
| Bianco  | Non ha gareggiato     |
| Bianco  | Infortunato (INF)     |
| Bianco  | Escluso (ES)          |
| Bianco  | Gara cancellata (C)   |

### Cl. scuderie Campionato Italiano F3000
| Pos | Team                           | VAL FEA | VAL SPR | VAL FEA | VAL SPR | MUG FEA | MUG SPR | MIS FEA | MIS SPR | Punti |
| --- | ------------------------------ | ------- | ------- | ------- | ------- | ------- | ------- | ------- | ------- | ----- |
| 1   | Bull Racing                    | 3       | 4       | 4       | 3       | 3       | 8       | 4       | 3       | 83    |
| 1   | Bull Racing                    | 4       | 2       | Rit     | 6       | 2       | 5       | 1       | Rit     | 83    |
| 2   | GP Racing                      | 2       | 1       | 1       | 5       | 6       | 1       | 6       | 5       | 75    |
| 2   | GP Racing                      | 1       | 3       | 7       | 1       | 5       | 2       | Rit     | Rit     | 75    |
| 3   | TP Formula                     | NP      | NP      | 3       | Rit     | 1       | 7       | 8       | 1       | 41    |
| 3   | TP Formula                     |         |         | 2       | 4       | 7       | 6       |         |         | 41    |
| 4   | Durango                        | 5       | 6       | 5       | 2       | 4       | 3       | 3       | 2       | 35    |
| 5   | Emmebi Motorsport              | 8       | 7       | 8       | 8       | Rit     | 9       | Rit     | Rit     | 15    |
| 5   | Emmebi Motorsport              | 9       | Rit     |         |         | 9       | 10      | 7       | 7       | 15    |
| 6   | Sighinolfi Autoracing          |         |         |         |         |         |         | 2       | 4       | 12    |
| 6   | Sighinolfi Autoracing          |         |         |         |         |         |         | Rit     | 8       | 12    |
| 7   | EmiliodeVillota.com Motorsport | 7       | Rit     |         |         |         |         |         |         | 2     |
| Pos | Team                           | VAL FEA | VAL SPR | VAL FEA | VAL SPR | MUG FEA | MUG SPR | MIS FEA | MIS SPR | Punti |

| Colore  | Risultato             |
| ------- | --------------------- |
| Oro     | Vincitore             |
| Argento | 2º posto              |
| Bronzo  | 3º posto              |
| Verde   | Finito a punti        |
| Blu     | Finito senza punti    |
| Viola   | Ritirato (Rit)        |
| Viola   | Non classificato (NC) |
| Rosso   | Non qualificato (NQ)  |
| Nero    | Squalificato (SQ)     |
| Bianco  | Non partito (NP)      |
| Bianco  | Non ha gareggiato     |
| Bianco  | Infortunato (INF)     |
| Bianco  | Escluso (ES)          |
| Bianco  | Gara cancellata (C)   |